# Resultados do Carnaval de Pelotas em 2007
Resultados do Carnaval de Pelotas em 2007. A campeã do grupo especial foi a escola Estação Primeira do Areal com o enredo; Africanos, os saberes desse povo e toda a sua resistência.

## Escolas de samba
| Grupo Especial | Grupo Especial            | Grupo Especial  | Grupo Especial |
| Colocação      | Escola                    | Pontos          | Ref.           |
| -------------- | ------------------------- | --------------- | -------------- |
| 1º             | Estação Primeira do Areal | 159,6           | [ 1 ]          |
| 2º             | General Telles            | 157,5           | [ 1 ]          |
| 3º             | Academia do Samba         | 150,2           | [ 1 ]          |
| *              | Imperatriz da Zona Norte  | Desclassificada | [ 1 ]          |

## Escolas mirins
| Colocação | Entidade             | Pontos | Ref.  |
| --------- | -------------------- | ------ | ----- |
| 1º        | Explosão do Futuro   | 154    | [ 2 ] |
| 2º        | Brilho do Sol        | 153,1  | [ 2 ] |
| 3º        | Anjos do Navegantes, | 151,1  | [ 2 ] |

## Blocos infantis
| Colocação | Entidade        | Pontos | Ref.  |
| --------- | --------------- | ------ | ----- |
| 1º        | Mickey          | 49,2   | [ 3 ] |
| 2º        | Águia Branca    | 47,2   | [ 3 ] |
| 3º        | Alegria e Samba | 44,8   | [ 3 ] |

## Blocos burlescos
| Colocação | Entidade           | Pontos | Desempate       | Ref.  |
| --------- | ------------------ | ------ | --------------- | ----- |
| 1º        | Bruxa da Várzea    | 49,4   |                 | [ 4 ] |
| 2º        | Gaviões do Pestano | 49,2   | Bateria         | [ 4 ] |
| 3º        | Mafa do Colono     | 49,2   |                 | [ 4 ] |
| *         | Bafo da Onça       | *      | Desclassificado | [ 4 ] |

## Bandas carnavalescas
| Colocação | Entidade   | Pontos | Ref.  |
| --------- | ---------- | ------ | ----- |
| 1º        | Ki-Bandaço | 39,8   | [ 5 ] |
| 2º        | Meta       | *      | [ 5 ] |
| 3º        | Ki-Folia   | *      | [ 5 ] |